# Правила (ролевые игры)
Правила — термин, использующийся в ролевых играх.
Правила — формализованное описание, регламентирующее возможные действия игрока в процессе игры. Часто, регламентируются  не все возможные действия, что приводит, во-первых, к необходимости введения понятия логика мира, нарушение которой игроком ведёт к манчкинству, и, во-вторых, к мастерскому произволу как способу контроля действий игрока, которые не описаны в правилах.
В последнее время тенденции развития ролевых игр идут к тому, чтобы по возможности прописывать в правилах максимальное количество возможных игровых взаимодействий, причём в максимально формализованном виде. Это приводит к значительному нарастанию размеров правил и, в итоге, к тому, что большинство игроков их не читает.
Правила — фактически единственный формальный документ, защищающий права игроков от мастерского произвола на ролевой игре в соответствии с принципом свободы действий игрока в рамках правил и логики мира.

## Типичные правила
Типичные правила для ролевой игры живого действия имеют, как правило, следующие разделы:
- боевые правила — описывают боевые взаимодействия игроков;
- правила по экономике — описывают экономическую модель игры;
- правила по смерти — описывают жизнь персонажа после его смерти.

Фэнтезийно-ориентированные игры могут также включать, например, правила по магии. Научно-фантастические - правила по науке и технике. Иногда встречаются правила по медицине. Также иногда в правила включают общее описание мира и список возможных ролей.
В настоящее время практически не существует какого-либо единого стандарта для написания правил, и каждая мастерская команда пишет их по-своему. 
В социальных сетях существуют общепринятые стандарты по количеству написанных строк. В основном для каждой ролевой они индивидуальны, но в среднем расценивается в 5-6 компьютерных строк.